# Ewjenia Stamataku
Ewjenia Stamataku (gr. Ευγενία Σταματάκου; ur. 9 lutego 1984) – grecka zapaśniczka walcząca w stylu wolnym. Dziewiąta w Pucharze Świata w 2003. Brązowa medalistka mistrzostw śródziemnomorskich w 2011 roku.